# Chumbawamba
Chumbawamba foi uma banda inglesa formada em 1982 que começou tocando hardcore punk com uma postura voltada para o anarco-punk e se intitulou anarcocomunista durante toda sua trajetória. Este artigo possui informações gerais sobre a banda, para detalhes como a história do grupo, detalhes sobre a orientação e ações políticas e dos demais albuns, sugiro conferir o link da matéria "The Not so Simple History of “One Hit Wonder” Band Chumbawamba" por Zoe Roberson no site Medium, link disponível na sessão de referências deste texto (número 4).
Ao longo do final da década de 1980 e início da década de 1990, o Chumbawamba incorporou sons techno e rave em sua música, a banda mudou seu estilo para uma mistura de dance music, world music e folk music.
É mais conhecida na América por seu single "Tubthumping (I Get Knocked Down)", do álbum Tubthumper (1997), que a Nike quis pagar cerca de US$ 1,5 milhão para usar em um anúncio da World Cup 98. Eles negaram. Justificaram que não queriam se associar "a uma empresa que usa mão de obra infantil".
Em 2008, a banda lançou seu décimo terceiro álbum intitulado "The Boy Bands Have Won, and All the Copyists and the Tribute Bands and the TV Talent Show Producers Have Won, If We Allow Our Culture to Be Shaped by Mimicry, Whether from Lack of Ideas or from Exaggerated Respect. You Should Never Try to Freeze Culture. What You Can Do Is Recycle That Culture. Take Your Older Brother's Hand-Me-Down Jacket and Re-Style It, Re-Fashion It to the Point Where It Becomes Your Own. But Don't Just Regurgitate Creative History, or Hold Art and Music and Literature as Fixed, Untouchable and Kept Under Glass. The People Who Try to 'Guard' Any Particular Form of Music Are, Like the Copyists and Manufactured Bands, Doing It the Worst Disservice, Because the Only Thing That You Can Do to Music That Will Damage It Is Not Change It, Not Make It Your Own. Because Then It Dies, Then It's Over, Then It's Done, and the Boy Bands Have Won". Com 865 caracteres é o álbum com o título mais comprido já lançado na história.
A banda chegou ao fim em julho de 2012, com um anúncio no seu site oficial. O texto explicando sobre o fim da banda começa com a seguinte explicação : "É isso então, é o fim. Sem um gemido, um estrondo ou uma reunião." 

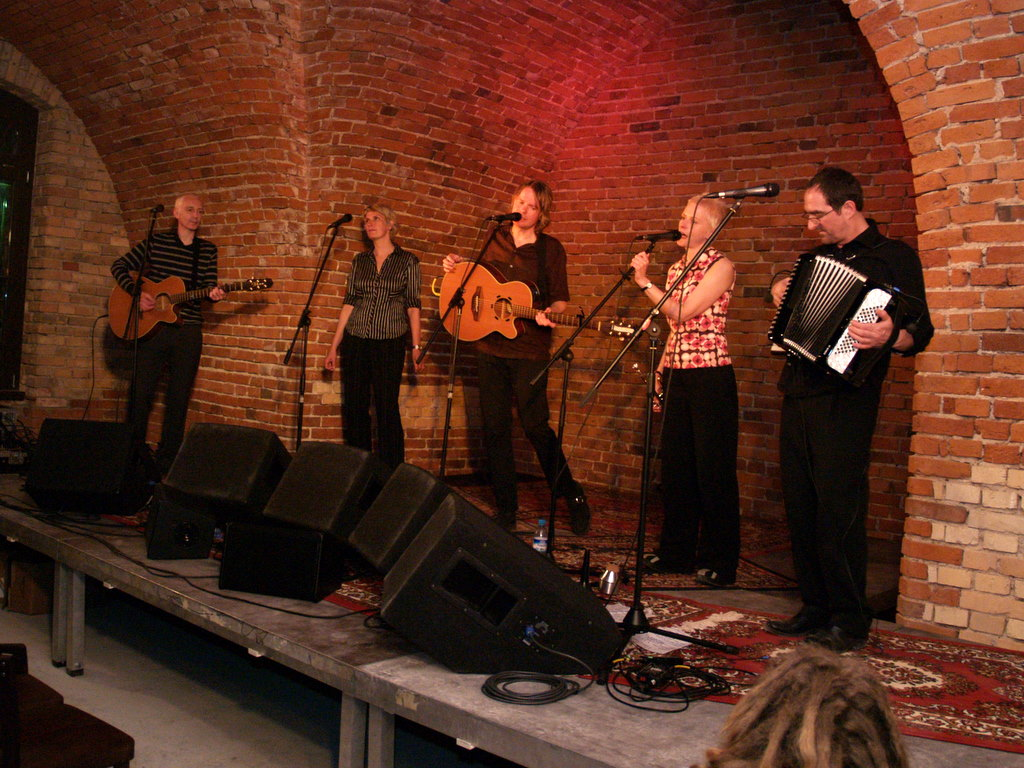
Chumbawamba (2004)

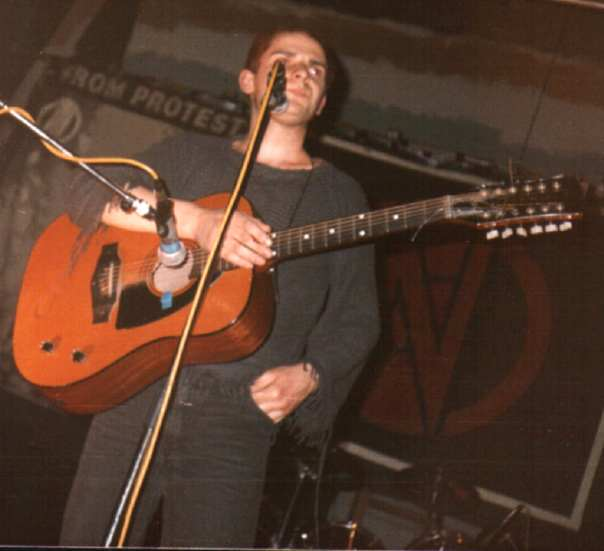
Danbert Nobacon (1986).

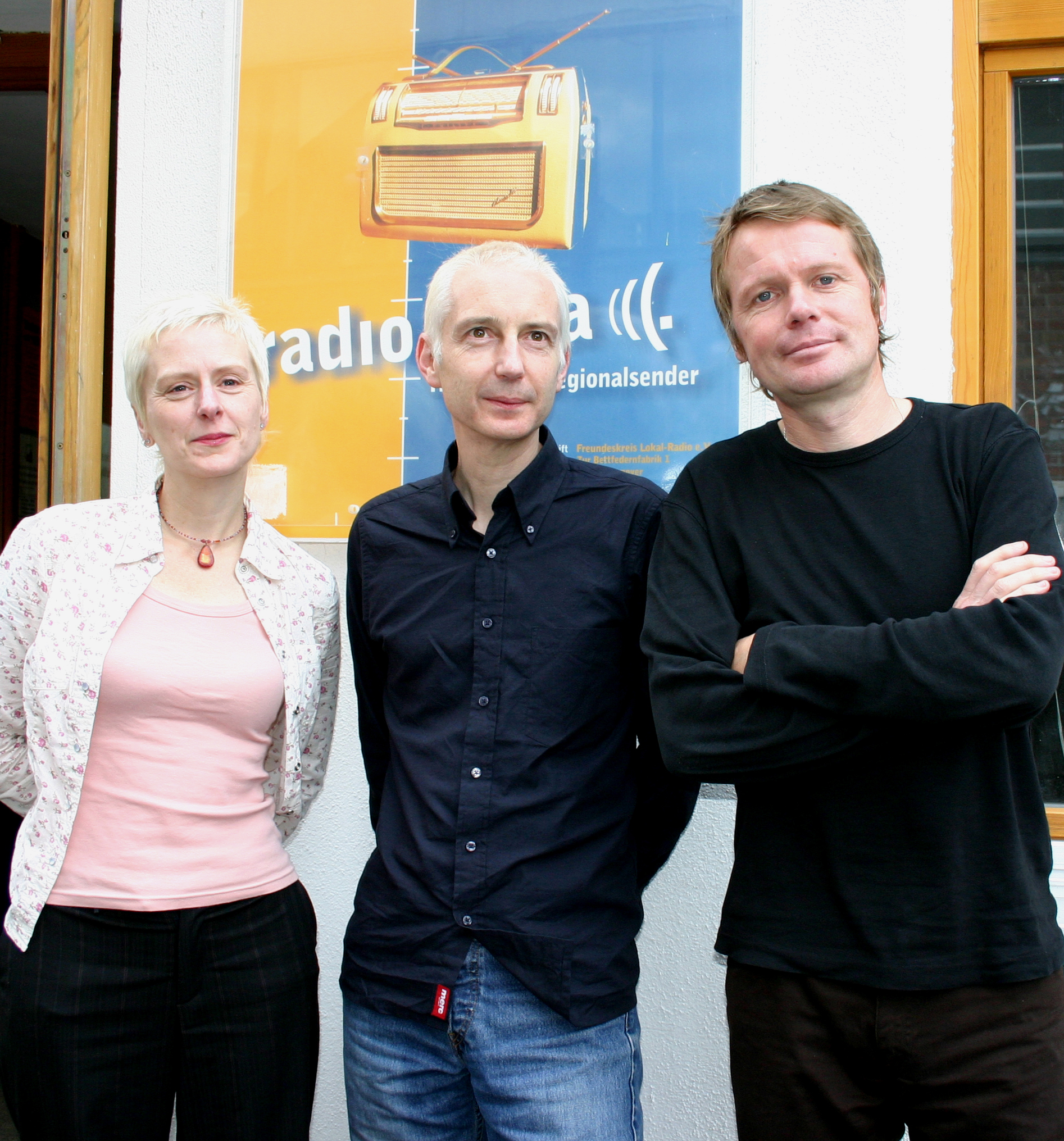
Chumbawamba (2005)